# 橋幸夫ゴールデンヒットアルバム第1集
『橋幸夫ゴールデンヒットアルバム第1集』は、1965年4月にビクターレコードより発売された、橋幸夫の30cmLP盤2枚組モノラルでのベスト・アルバム（JV-166、167）である。

## 概要
- 1960年7月、『潮来笠』（作詞：佐伯孝夫、作曲：吉田正）でデビューした橋は、その年12月末に初のベストアルバムとなる、『橋幸夫傑作集』をリリースしたが、これは25cmLPでは収録曲数が少なく、改めて30cmLP盤でのベストアルバム『橋幸夫オールヒットメロディー』が企画された。前者は第9集まで、後者は第4集まで制作されている。
- 橋の初期のベストアルバムとしては、このほかにステレオ時代に対応したアルバムとして1964年より制作が開始された『橋幸夫ステレオハイライト』シリーズが著名で、第7集まで制作されている。この他『ヒットソング集』など多様なものが制作された[2]が、本アルバム以前のベストアルバムは、一定の期間にリリースしたシングルを時系列で集めたものであった。
- 本アルバムで初めて、LP2枚組のベスト盤となり、1枚目には「股旅もの・時代歌謡」を、2枚目に「現代歌謡・青春歌謡」を収録するという、これまでにないコンセプトでベスト盤らしい仕上がりとなっている。
- また、ミニ写真集が付属する（後述）という点でも、従来のベスト盤にはない特徴となっている。
- 恩師の吉田は「このLPの内容は、総て私が橋君のために作った作品であり、また橋君も実によく歌ってくれた。そして一曲一曲には私の思い出がこめられてある。自分の作品は可愛いいが、橋君もまた可愛いい」とコメントを寄せている[3]。

## 収録曲
レコード１(JV-166)
Side-1
1. 潮来笠
　作詞：佐伯孝夫、作・編曲：吉田正
2. おけさ唄えば
　作詞：佐伯孝夫、作・編曲：吉田正
3. 喧嘩富士
　作詞：佐伯孝夫、作・編曲：吉田正
4. 木曽ぶし三度笠
　作詞：佐伯孝夫、作・編曲：吉田正
5. 磯ぶし源太
　作詞：佐伯孝夫、作・編曲：吉田正
6. 沓掛時次郎
　作詞：佐伯孝夫、作・編曲：吉田正
7. すっとび仁義
　作詞：白崎まさし、補作詞：佐伯孝夫、作・編曲：吉田正

Side-2
1. 南海の美少年
　作詞：佐伯孝夫、作・編曲：吉田正
2. 俺ら次郎長
　作詞：北条誠、作・編曲：吉田正
3. 花の兄弟
　作詞：佐伯孝夫、作・編曲：吉田正
4. 中山七里
　作詞：佐伯孝夫、作・編曲：吉田正
5. お嬢吉三
　作詞：佐伯孝夫、作・編曲：吉田正
6. 月夜の渡り鳥
　作詞：佐伯孝夫、作・編曲：吉田正
7. 白井権八
　作詞：佐伯孝夫、作・編曲：吉田正

レコード２
Side-1
1. 江梨子
　作詞：佐伯孝夫、作・編曲：吉田正
2. 明日を呼ぶ港
　作詞：佐伯孝夫、作・編曲：吉田正
3. 東京の美少年
　作詞：佐伯孝夫、作・編曲：吉田正
4. 北海の暴れん坊
　作詞：佐伯孝夫、作・編曲：吉田正
5. 若いやつ
　作詞：佐伯孝夫、作・編曲：吉田正
6. あした逢う人
　作詞：佐伯孝夫、作・編曲：吉田正
7. 東京ギター
　作詞：佐伯孝夫、作・編曲：吉田正

Side-2(JV-167)
1. いつでも夢を
　作詞：佐伯孝夫、作・編曲：吉田正
2. 舞妓はん
　作詞：佐伯孝夫、作・編曲：吉田正
3. 若い東京の屋根の下
　作詞：佐伯孝夫、作・編曲：吉田正
4. 白い制服
　作詞：佐伯孝夫、作・編曲：吉田正
5. 通天閣の灯
　作詞：佐伯孝夫、作・編曲：吉田正
6. 若い歌声
　作詞：佐伯孝夫、作・編曲：吉田正
7. 赤いブラウス
　作詞：佐伯孝夫、作・編曲：吉田正

## 内蔵ミニ写真集
- 思い出の写真１（歌手部門第一位選出記念、レコード大賞受賞、金沢事件からの復帰、ハワイ）
- 思い出の写真２（少年時代、ボクシング、ビクター入社直後、ハワイ）
- スポーツ（射撃、野球、スキー）
- 映画スナップ（磯ぶし源太、花の舞妓はん、孤独、涙にさよならを）
- 舞台（大友剣友会、大劇他）
- その他（弾き語り風景、吉田正とのツーショット他）